# Lycorina turneri
Lycorina turneri är en stekelart som beskrevs av Ian D. Gauld 1984. Lycorina turneri ingår i släktet Lycorina och familjen brokparasitsteklar. Inga underarter finns listade i Catalogue of Life.